# Ingol and Tanterton
Ingol and Tanterton är en civil parish i Preston i Lancashire i England.